# 数控列宁图书馆
数控列宁图书馆（俄语：Ки́берЛе́нинка）是建立于开放科学理念基础上的俄罗斯科学电子图书馆。旨在传播开放获取模式的知识，提供免费的全文访问科学出版物。名称来自苏联国立列宁图书馆（现俄罗斯国立图书馆）。
2018年，2900万人访问了网站，查看了1,750种科学出版物的1.48亿篇文章。